# Flesberg
Flesberg é uma comuna da Noruega, com 560 km² de área e 2 500 habitantes (censo de 2004).         